# العلاقات الصينية التشيلية
العلاقات الصينية التشيلية هي العلاقات الثنائية التي تجمع بين الصين وتشيلي.

## مقارنة بين البلدين
هذه مقارنة عامة ومرجعية للدولتين:
| وجه المقارنة                                              | الصين                    | تشيلي                         |
| --------------------------------------------------------- | ------------------------ | ----------------------------- |
| المساحة (كم2)                                             | 9.60 مليون               | 756.10 ألف                    |
| عدد السكان (نسمة)                                         | 1.33 مليار               | 17.37 مليون                   |
| الكثافة السكانية (ن./كم²)                                 | 138.54                   | 22.97                         |
| العاصمة                                                   | بكين                     | سانتياغو                      |
| اللغة الرسمية                                             | اللغة الصينية القياسية   | اللغة الإسبانية               |
| العملة                                                    | رنمينبي                  | بيزو تشيلي، وحدة حساب تشيلية ‏ |
| الناتج المحلي الإجمالي (بليون دولار)                      | 12.24 تريليون            | 277.08 مليار                  |
| الناتج المحلي الإجمالي (تعادل القوة الشرائية) بليون دولار | 19.82 تريليون            | 419.39 مليار                  |
| الناتج المحلي الإجمالي الاسمي للفرد دولار أمريكي          | 8.03 ألف                 | 13.42 ألف                     |
| الناتج المحلي الإجمالي للفرد دولار أمريكي                 | 13.21 ألف                | 22.07 ألف                     |
| مؤشر التنمية البشرية                                      | 0.728                    | 0.832                         |
| رمز المكالمات الدولي                                      | +86                      | +56                           |
| رمز الإنترنت                                              | .cn، .中国 ‏، .中國 ‏      | .cl                           |
| المنطقة الزمنية                                           | توقيت الصين، ت ع م+08:00 | 00، 00، 00، 00                |

## مدن متوأمة
في ما يلي قائمة باتفاقيات التوأمة بين مدن صينية وتشيلية:
- ترتبط سوجو مع فينيا ديل مار باتفاقية توأمة منذ 14 يونيو 2005.
- ترتبط نانتشانغ مع كوبيابو باتفاقية توأمة.
- ترتبط شانغهاي مع فالبارايسو باتفاقية توأمة منذ 1985.[14][14][14][14]
- ترتبط خفي مع سانتياغو باتفاقية توأمة منذ 8 نوفمبر 2006.[15][16][17][15]
- ترتبط جيوجيانغ مع كوبيابو باتفاقية توأمة.
- ترتبط غوانغدونغ مع فالبارايسو باتفاقية توأمة منذ 23 مارس 1983.
- ترتبط غوانزو مع فينيا ديل مار باتفاقية توأمة منذ 13 نوفمبر 2009.[18][18][18][18]
- ترتبط بكين مع سانتياغو باتفاقية توأمة منذ 14 مارس 1979.
- ترتبط بينغشيانغ مع كوبيابو باتفاقية توأمة.
- ترتبط تونغلينغ مع أنتوفاغاستا باتفاقية توأمة.

## منظمات دولية مشتركة
يشترك البلدان في عضوية مجموعة من المنظمات الدولية، منها:
| علم المنظمة | اسم المنظمة                                      | تاريخ انضمام الصين | تاريخ انضمام تشيلي |
| ----------- | ------------------------------------------------ | ------------------ | ------------------ |
|             | وكالة ضمان الاستثمار متعدد الأطراف               | 30 أبريل 1988      | 12 أبريل 1988      |
|             | منظمة الشرطة الجنائية الدولية                    | ?                  | ?                  |
|             | منتدى التعاون الاقتصادي لدول آسيا والمحيط الهادئ | 2 أكتوبر 1991      | 11 نوفمبر 1994     |
|             | منظمة حظر الأسلحة الكيميائية                     | ?                  | ?                  |
|             | منظمة التجارة العالمية                           | 11 ديسمبر 2001     | ?                  |
|             | الفريق المعني برصد الأرض                         | ?                  | ?                  |
|             | الأمم المتحدة                                    | 25 أكتوبر 1971     | 24 أكتوبر 1945     |
|             | مؤسسة التمويل الدولية                            | 15 يناير 1969      | 15 أبريل 1957      |
|             | يونسكو                                           | 4 نوفمبر 1946      | 7 يوليو 1953       |
|             | مؤسسة التنمية الدولية                            | 24 سبتمبر 1960     | 30 ديسمبر 1960     |
|             | البنك الدولي للإنشاء والتعمير                    | 27 ديسمبر 1945     | 31 ديسمبر 1945     |
|             | المنظمة الهيدروغرافية الدولية                    | ?                  | ?                  |
|             | الاتحاد البريدي العالمي                          | ?                  | ?                  |
|             | المركز الدولي لتسوية المنازعات الاستشارية        | 6 فبراير 1993      | 24 أكتوبر 1991     |
|             | الاتحاد الدولي للاتصالات                         | 1 سبتمبر 1920      | 1908               |

## وصلات خارجية
- موقع وزارة الخارجية الصينية
- موقع وزارة الخارجية التشيلية